# Comité pour l'indépendance de la Géorgie

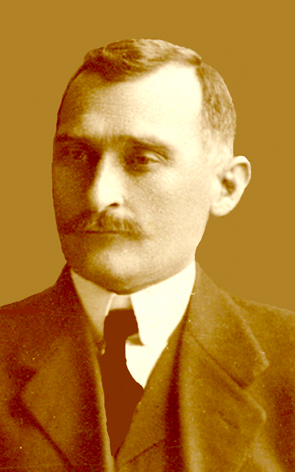
Kote Andronikachvili, président du Damkom de 1923 à 1925.

Le Comité pour l'indépendance de la Géorgie (en géorgien : საქართველოს დამოუკიდებლობის კომიტეტი, sak'art'velos damooukideblobis komiteti), ou Comité de la Parité (პარიტეტული კომიტეტი, paritetouli komiteti), est une organisation clandestine anti-soviétique active en République socialiste soviétique de Géorgie au début des années 1920. Il est communément connu en tant que « Damkom » (abréviation de damooukideblobis komiteti, « Comité pour l'indépendance »). Le Comité a été responsable des préparations et de la direction du soulèvement avorté d'août 1924.

## Formation et objectifs
Le Comité est formé au début de mai 1922 à la suite de négociations entre le Parti ouvrier social-démocrate géorgien héritier des (Mencheviks) et ancien parti dirigeant de la Géorgie pré-communiste, avec son ancienne opposition politique (le Parti national-démocrate, le Parti fédéraliste, le Parti social-révolutionnaire et le Parti Chkhivi). Chaque parti était représenté par un membre au Damkom (d'où le nom alternatif de l'organisation, le Comité de la Parité), qui est traditionnellement présidé par un social-démocrate. Goguita Paghava est le premier président ; il est remplacé durant une courte période par Nikoloz Kartsivadze, qui est arrêté par la police secrète soviétique (Tcheka), le 16 mars 1923 et qui est remplacé par Kote Andronikachvili. Au long de son existence, le Secrétaire du Damkom est Iason Djavakhichvili, du Parti national-démocrate.
L'accord signé par les membres du Damkom envisage le renversement du régime bolchevik à l'aide d'un soulèvement national, la restauration de la République démocratique de Géorgie et la formation d'un gouvernement de coalition. Le Comité maintient de proches relations avec le gouvernement de Géorgie en exil via son « Bureau de Constantinople », basé à Istanbul (Turquie). Le Comité établit un centre militaire présidé par le général retraité Kote Abkhazi, dont la fonction est de préparer une insurrection populaire. Plusieurs membres de l'ancien gouvernement menchevik retournent clandestinement d'exil, dont l'ancien ministre de l'Agriculture Noé Khomériki, aussi bien que l'ancien commandant de la Garde populaire, Valiko Djoughéli.

## Répression
La Tcheka géorgienne, avec le récemment nommé député-chef Lavrenti Beria jouant un important rôle, parvient à pénétrer l'organisation et mène des arrestations de masse. Une lourde perte est également essuyée par l'opposition géorgienne en février 1923 lors de la trahison de Kote Misabichvili, un étudiant membre du Parti national-démocrate, sur le centre militaire. Quinze membres du centre militaire sont arrêtés, dont les principaux dirigeants du mouvement de résistance : Kote Abkhazi, Alexandre Andronikachvili, Varden Tsouloukidze, le colonel Guiorgui Khimchachiachvili, Simon Bagration-Moukhraneli, Elizbar Goulisachvili et Rostom Mouskhelichvili ; ils sont exécutés le 20 mai 1923. Khomeriki et Djougheli tombent aussi aux mains de la Tcheka et sont ensuite abattus.

## Échec du soulèvement
Après quelques hésitations, le Comité continue ses plans pour une insurrection générale le 29 août 1924 à 2 heures. Le plan du soulèvement simultané échoue toutefois et, en raison de malentendus, la ville minière de Tchiatoura (Géorgie occidentale) entre en rébellion un jour plus tôt, le 28 août.
Le Soulèvement d'août continua pendant trois semaines dans plusieurs régions de Géorgie et il est défait par l'Armée rouge et les forces de la Tcheka. La suppression du soulèvement est accompagnée par de larges répressions, durant lesquelles plusieurs milliers de civils sont tués. Le 4 septembre, la Tcheka découvre le quartier-général des rebelles au monastère de Chio-Mgvime, près de la ville de Mtskheta, et arrête les dirigeants du Damkom, dont le président Andronikachvili. Le même jour, Beria les rencontre à Tiflis, leur proposant une publication d'une déclaration appelant les partisans à poser leurs armes. Les membres du Comité, faisant face à la mort eux-mêmes, acceptent la proposition avec la condition qu'un ordre soit donné pour mettre un terme aux exécutions de masse immédiatement. Beria accepte cette proposition et les rebelles signent la déclaration pour arrêter le carnage. Toutefois, les persécutions ne n'achèvent pas et les dirigeants opposants arrêtés sont eux-mêmes mis à mort. À la mi-septembre, la majorité des détachements militaires du Damkom sont détruits et le soulèvement échoue.